# Karl Emil av Brandenburg
Karl Emil av Brandenburg, tyska: Karl Emil von Brandenburg, född 16 februari 1655 i Berlin, död 7 december 1674 i Strasbourg, var kurprins av kurfurstendömet Brandenburg och medlem av huset Hohenzollern.

## Biografi
Karl Emil var andre son till kurfursten Fredrik Vilhelm av Brandenburg, "den store kurfursten", och hans första hustru Lovisa Henrietta av Oranien-Nassau. Karl Emil var redan från födseln först i arvsföljden, då den förstfödde brodern inte överlevde spädbarnsåren.
Karl Emil var storväxt och lik sin far till utseendet. Han delade även faderns intressen och ägnade sig flitigt åt jakt och vapenkonst i unga år. Han fick 1670 befälet över det Radziwiłłska infanteriregementet. 1674 deltog den brandenburgska armén under kurfurstens befäl i Fransk-nederländska kriget, och Karl Emils regemente deltog i striderna i Elsass. Den kejserliga befälhavaren Alexander de Bournonville undvek dock direkta sammanstötningar, och fälttåget utvecklades till en rad undvikande manövrar. Hälsotillståndet hos de brandenburgska trupperna försämrades, och i slutet av november 1674 insjuknade Karl Emil i dysenteri. Han fördes till Strasbourg, där han avled den 7 december. Hans yngre bror Fredrik blev ny tronföljare och ärvde kurfurstendömet vid faderns död 1688.
Karl Emil är begravd i Hohenzollernkryptan under Berliner Dom.